# خوسيه كوتو
خوسيه كوتو مواليد 22 يونيو 1977 في بورتوريكو، هو ملاكم يصنف ضمن فئة وزن خفيف المتوسط. شارك في دورة الألعاب الأولمبية الصيفية.

## إحصائيات
خاض خلال مسيرته 38 نزالا، فاز في 33 وتعادل في 1 وخسر في 4. فاز بالضربة القاضية في 24 نزالا.

## الميداليات
| الميدالية | المسابقة                    |
| --------- | --------------------------- |
| فضية      | دورة الألعاب الأمريكية 1995 |

## روابط خارجية
- خوسيه كوتو على موقع بوكس ريك (الإنجليزية) (registration required)
- خوسيه كوتو على موقع أوليمبيديا (الإنجليزية)